# Lévai Jenő
Lévai Jenő (Budapest, 1892. április 26. – Budapest, 1983. június 29.) magyar író, újságíró, szerkesztő.

## Életútja

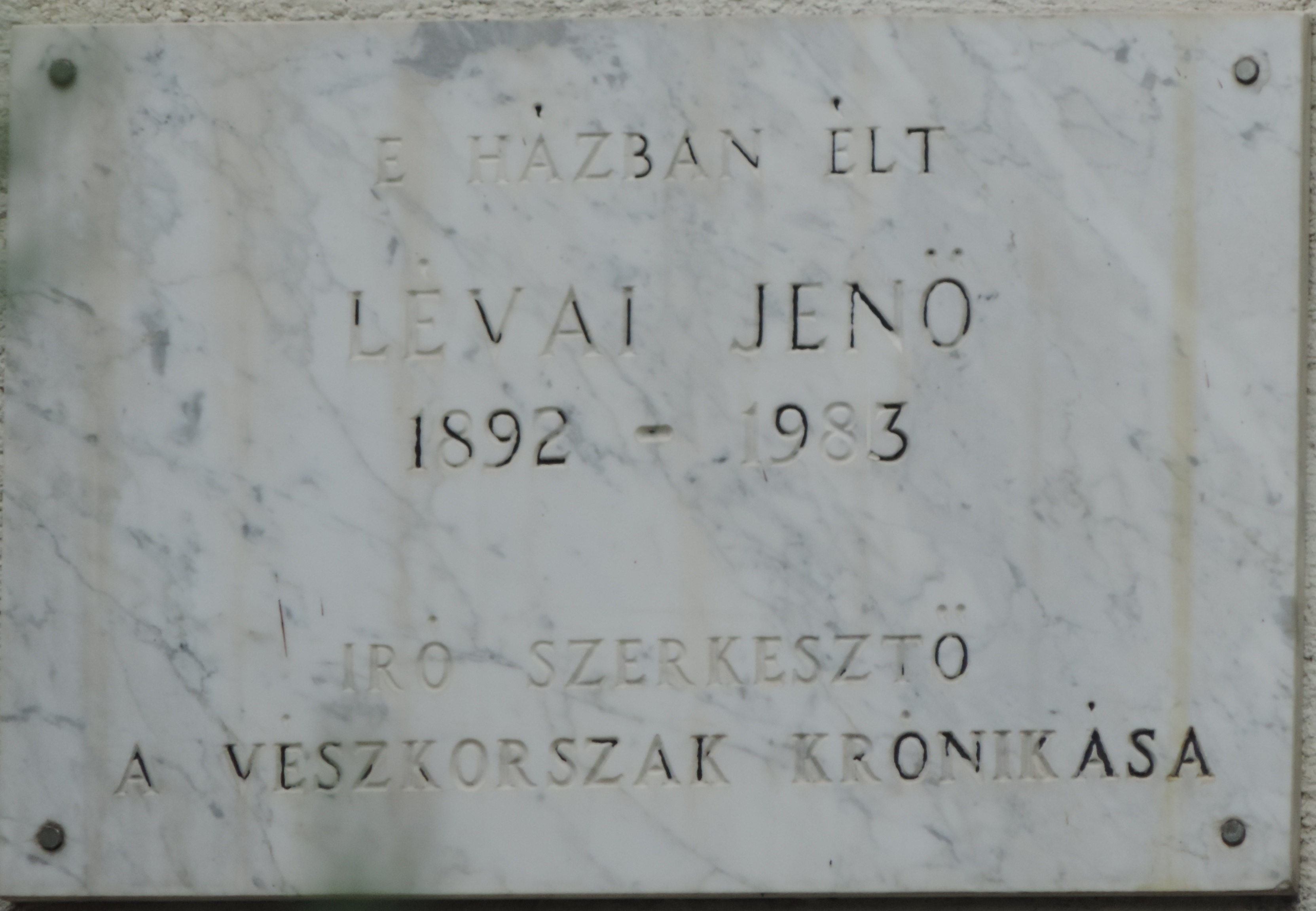
Lévai Jenő emléktáblája Budapesten, a Vérhalom utca 33/c alatt

Budapesten született Lévai (Lipsicz) Miksa (1856–1945) tanító és Wachsman Berta fiaként. Apai nagyszülei Lipsicz Izsák és Tänzer Rozália voltak. Mérnöki tanulmányait a budapesti Műegyetemen folytatta, de diplomát nem szerzett.[forrás?] Barcsaysta gimnazistaként az Az Est c. lap egyik sporttudósítója volt, utóbb pedig a sportrovatnak is dolgozott.
Egyéves önkéntes tiszthelyettesi szolgálati évét 1913. október 1-jén kezdte a budapesti Báró Laudon laktanyában működő vártüzértiszti iskolában, de a háború miatt már nem szerelhetett le, hanem 1914 nyarán előbb szerb, majd galíciai hadszíntérre vezényelték, ahol tüzérségi megfigyelő volt Przemyśl ostrománál. A kapitulációt követően, 1915 tavaszán orosz fogságba került.
1921. április 2-án Budapesten, a Terézvárosban házasságot kötött Adler Illés rabbi és Kramer Janka lányával, Izabellával (Bella).
1921-től Az Újság, később az Est-lapok belső munkatársaként tevékenykedett. 1932-től a Magyar Hétfő c. politikai lap és a Kis Újság c. napilap fő- és felelős szerkesztője, valamint tulajdonosa  lett. Az első világháborúról és az orosz fogságáról készített riportjai a Magyar Hétfő kiadásában jelentek meg három kötetben: Éhség, árulás, Przemyśl (Budapest, 1933), Éhség, forradalom, Szibéria (1934), Éhség, panama, Hinterland (Budapest, 1935). Ezt megelőzően, első kiadásban viszont A przemysl vár titkai. Egy vártüzér naplója (1932) címmel jelentette meg visszaemlékezéseit.
A magyar újságírás történetével is foglalkozott. Lévai szerkesztette és állította össze a Kossuth Lajos néplapjai (Budapest, 1938) c. kiadványt, melynek alcíme: A magyar újságírás hőskora 1877-1937. Szerkesztette a Zsidó magyarok Családi Könyvtárát (1942) is. A zsidótörvényekig a Kis Újság tulajdonosa és főszerkesztője volt. Majd amikor ezt el kellett adnia, a Képes Családi Lapok című újságot szerkesztette. Összeállította és sajtó alá rendezte az Írók, írások... Vigasztalás van az irodalomban (Budapest, 1943) című novelláskötetet.
Az Est Lapok hasábjain 1925-ben egy cikksorozatban leleplezte Endre László akkor gödöllői főszolgabírót, aki később, 1944-ben a nyilasok kezére akarta adni Lévait. Bujkált, majd a pesti nemzetközi gettóban élte túl a háborút. A felszabadulás után főleg a magyarországi fasizmus keletkezésével, a különböző ellenállási mozgalmakkal foglalkozott 1945–1948 között megjelenő kötetében, amelyek máig is alapvető források. Az ötvenes években elhallgattatták. Adolf Eichmann magyarországi működéséről angol, francia és német nyelven is közzétett dokumentumokat (1961). A hatvanas-hetvenes években számtalan írása jelent meg az Új Élet-ben, a Magyar Nemzetben és az Ország-Világban. Több háborús bűnökkel gyanúsított személy perében szerepelt tanúként vagy szakértőként.

## Főbb művei
- A przemysl vár titkai. Egy vártüzér naplója (Budapest, 1932)
- Éhség, árulás, Przemysl (Budapest, 1933)
- Éhség, forradalom, Szibéria, 1-2.; Magyar Hétfő, Bp., 1934–1935
  - 1. Fehér cártól – vörös Leninig. 1914–1918
  - 2. Lenintől – Sztálinig. 1919–1922
- Éhség, panama, Hinterland (Budapest, 1935)
- Kossuth Lajos néplapjai. A magyar újságírás hőskora. 1877–1937; Stádium Ny., Bp., 1938
- Gömbös Gyula és a magyar fajvédők a hitlerizmus bölcsőjénél (Budapest, 1938)
- A hősök hőse...! Bajcsy-Zsilinszky Endre, a demokrácia vértanúja (Budapest, 1945)
- Horogkereszt, kaszáskereszt, nyilaskereszt (Budapest, 1945)
- Endre László a háborús bűnösök magyar listavezetője (Budapest, 1946)
- A pesti gettó csodálatos megmenekülésének hiteles története; Officina, Bp., 1946
- Fekete könyv a magyar zsidóság szenvedéseiről; Officina, Bp., 1946
- Raoul Wallenberg regényes élete, hősi küzdelmei, rejtélyes eltűnésének titka; Magyar Téka, Bp., 1948
- Zsidósors Európában. Az üldözések kora; Magyar Téka, Bp., 1948
- A fekete SS "fehér báránya" (Budapest, 1966)
- A pesti gettó csodálatos megmenekülésének hiteles története, 1944–2014, VII. Kerület Erzsébetváros Önkormányzata, Budapest, 2014 (átdolgozott és bővített kiadás, terjedelem: 327 oldal)
- A pesti gettó csodálatos megmenekülésének hiteles története (Officina, Budapest, 1946) (terjedelem: 174 oldal)
- "...csak ember kezébe ne essem én...". Deportáció, télach, Schutzpass... Egy újságíró hiteles feljegyzései a nácik és nyilasok magyarországi rémuralmáról: a magyar zsidóság végnapjairól. 1945; sajtó alá rend. Dési János; Múlt és Jövő, Bp., 2016[9]

## Külső hivatkozások
- Magyar életrajzi lexikon IV: 1978–1991 (A–Z). Főszerk. Kenyeres Ágnes. Budapest: Akadémiai. 1994.  ISBN 963-05-6422-X
- https://web.archive.org/web/20080925214311/http://www.netlexikon.hu/yrk/Ryrgenwm/9265
- Dési János: Lévai Jenő és a zsidóság Archiválva 2016. június 1-i dátummal a Wayback Machine-ben IN: Múlt és jövő, 2014. évi 2. szám, 37-48. oldal
- Dési János: Lévai Jenő Jeruzsálemben, Múlt és Jövő, 2015/1
- Dési János: Lévai Jenő és a zsidósors, Citoyen bt, 2017